# Lewan Zkitischwili
Lewan Zkitischwili (georgisch ლევან ცქიტიშვილი; * 10. Oktober 1976 in Tiflis; englische Transkription: Levan Tskitishvili) ist ein georgischer Fußballspieler.

## Leben
1998 wechselte er von Dinamo Tiflis zum SC Freiburg und war dort einer von zahlreichen georgischen Spielern. In seiner Freiburger Zeit brachte es der Mittelfeldspieler auf 112 Bundesligaspiele (7 Tore). Als der SC Freiburg 2005 aus der Bundesliga abstieg, wollte er ursprünglich zu Metalurh Donezk wechseln, nahm dann aber ein Angebot des VfL Wolfsburg an. Aber nach nur 15 Spielen wurde der Vertrag am 4. Juli 2006 in gegenseitigem Einvernehmen aufgelöst. Noch im selben Monat trat er in die Dienste des griechischen Super-League-Vereins Panionios Athen, der seit 2006 von Ewald Lienen trainiert wurde. Zum Jahreswechsel 2006/2007 absolvierte er auf Empfehlung von Schota Arweladse ein erfolgloses zweiwöchiges Probetraining bei AZ Alkmaar. Zkitischwili spielte daraufhin weiter für Panionios Athen und wechselte zur Rückrunde der Saison 2008/2009 zum deutschen Zweitligisten SV Wehen Wiesbaden, bei dem er am Saisonende seine Karriere beendete.
Für die georgische Fußballnationalmannschaft bestritt er 58 Länderspiele (1 Tor).
In einer Umfrage der georgischen Zeitung Msoplio Sporti wurde er im Dezember 2006 zum Fußballer des Jahres 2006 gewählt.
Zkitischwili absolvierte ein wirtschaftswissenschaftliches Studium. Sein Spitzname ist Zkito.